# 朱簠
朱簠（1491年2月22日—1576年2月2日），字守貴，號拙齋，行慶十二，浙江紹興府山陰縣人，軍籍，明朝政治人物。

## 生平
正德十一年（1516年）丙子科中式浙江鄉試舉人，正德十四年事南雍，正德十五年（1520年）庚辰科與弟朱箎同舉會試，中式第330名，丁父憂，嘉靖五年（1526年）丙戌科殿試成進士，授江西峽江縣知縣。嘉靖八年（1529年）己丑三月丁母憂，嘉靖十年辛卯服闕補豐城縣知縣。
嘉靖十三年（1534年），陞南京兵部職方司主事。嘉靖十五年（1536年）冬，轉武選司員外郎，次年春轉車駕司員外郎，十一月，陞刑部廣西司郎中。嘉靖十七年（1538年），轉兵部職方司郎中，六月出築浦口城，九月督設池河新營。
嘉靖十九年（1540年），出为四川順慶府知府。嘉靖二十四年（1545年）十月，陞建昌兵備道按察司副使。嘉靖二十五年（1546年）赴任，次年染瘴疾致仕。萬曆四年丙子正月初三日卯時卒，年八十五。

## 家族
父朱䆃，弘治二年己酉舉人，四川通江、內江、富順知縣。